# Carlos Ferrás Sexto
Carlos Ferrás Sexto (Compostela, 1965) é um geógrafo e académico galego.

## Trajetória
Carlos Ferrás é professor no Departamento de Geografía da Universidade de Santiago de Compostela (Galiza). É também o diretor do Grupo de Investigação Sócio-Territorial e do Centro de Estudos Euro-regionais. 
Carlos Ferrás completou a sua tese de doutoramento sob a supervisão de Patrick O'Flanagan, realizando um estudo comparado dos processos de mudança rural na Galiza e Irlanda. Este trabalho fez-lhe conseguir o título de Doctor Europeus, pois foi realizado entre a nomeada universidade galega e a University College Cork (Irlanda). Após da sua experiência irlandesa, e antes de voltar à sua Galiza natal, ele ainda trabalhou como docente na Universidad de Guadalajara (México). 
Ferrás Sexto tem estudado em detalhe os campos da geografia económica, cultural e histórica, a Europa atlântica, os fenómenos de contra urbanização e suburbanização, o conceito de cidade jardim, assentamentos rurais, processos de mudança rural e o uso das novas tecnologias aplicadas ao desenvolvimento das áreas rurais, incluindo a alfabetização digital. É também um especialista no chamado "marketing territorial", liderando um número de originais projetos de desenvolvimento, como por exemplo Granxa Familiar e Galicia Auténtica.